# 107 (liczba)
107 (sto siedem) – liczba naturalna następująca po 106 i poprzedzająca 108.

## W matematyce
- 107 jest dwudziestą ósmą liczbą pierwszą, następującą po 103 i poprzedzającą 109[1]
- 107 jest mniejszą z liczb bliźniaczych (107, 109)[2][3]
- 107 jest liczbą pierwszą Chena[4]
- 107 jest bezpieczną liczbą pierwszą[5]
- 107 jest liczbą pierwszą Eisensteina[6]
- 107 jest palindromem liczbowym, czyli może być czytana w obu kierunkach, w pozycyjnym systemie liczbowym o bazie 2 (1101011) oraz bazie 7 (212)
- 107 należy do jednej trójki pitagorejskiej (107, 5724, 5725).

## W nauce
- liczba atomowa bohru (Bh)
- galaktyka NGC 104
- planetoida (107) Camilla
- małe ciało Układu Słonecznego 107P/Wilson-Harrington ((4015) Wilson-Harrington)

## W kalendarzu
107. dniem w roku jest 17 kwietnia (w latach przestępnych jest to 16 kwietnia). Zobacz też co wydarzyło się w roku 107, oraz w roku 107 p.n.e..